# Bomp! Records
Bomp! Records est une maison de disques de Los Angeles créée en 1974 par l'éditeur de fanzines et historien de la musique Greg Shaw.
Elle est spécialisée dans les genres punk, pop, powerpop, garage rock, new wave, old school rock, neo-psychedelia et a vu les débuts de groupes tels que The Modern Lovers, Iggy & The Stooges, Stiv Bators & The Dead Boys, 20/20, Shoes, Devo, The Weirdos, The Romantics, Spacemen 3, The Germs, SIN 34, Jeff Dahl, The Brian Jonestown Massacre et les Black Lips.
Greg Shaw est décédé d'un crise cardiaque à l'âge de 55 ans le 19 octobre 2004. Bomp! Records est actuellement dirigé par son ex-femme et collaboratrice de toujours, Suzy Shaw.

## Artistes notables
- 20/20
- Coffin Lids
- Stiv Bators
- The Barracudas
- Beachwood Sparks
- Black Lips
- The Brian Jonestown Massacre
- Children Of The Mushroom
- Jeff Dahl
- Dead Boys
- Dead Meadow
- Devo
- DMZ
- Dreadful Yawns
- Germs
- Konks
- Laughing Soup Dish
- The Last
- Les Hell On Heels
- Lord John
- The Miracle Workers
- Modern Lovers
- Nikki & The Corvettes
- The Pandoras
- The Romantics
- Shoes
- Spacemen 3
- Stooges
- Mark Sultan
- The Nerves
- The Telescopes
- The Warlocks
- Weirdos
- Zeros

## Lien Externe
- (en) Site officiel
- (en) « BOMP! » (fiche artiste), sur Discogs